# Lutakko
Lutakko est le quartier numéro 4 de Jyväskylä en Finlande.

## Lieux et monuments

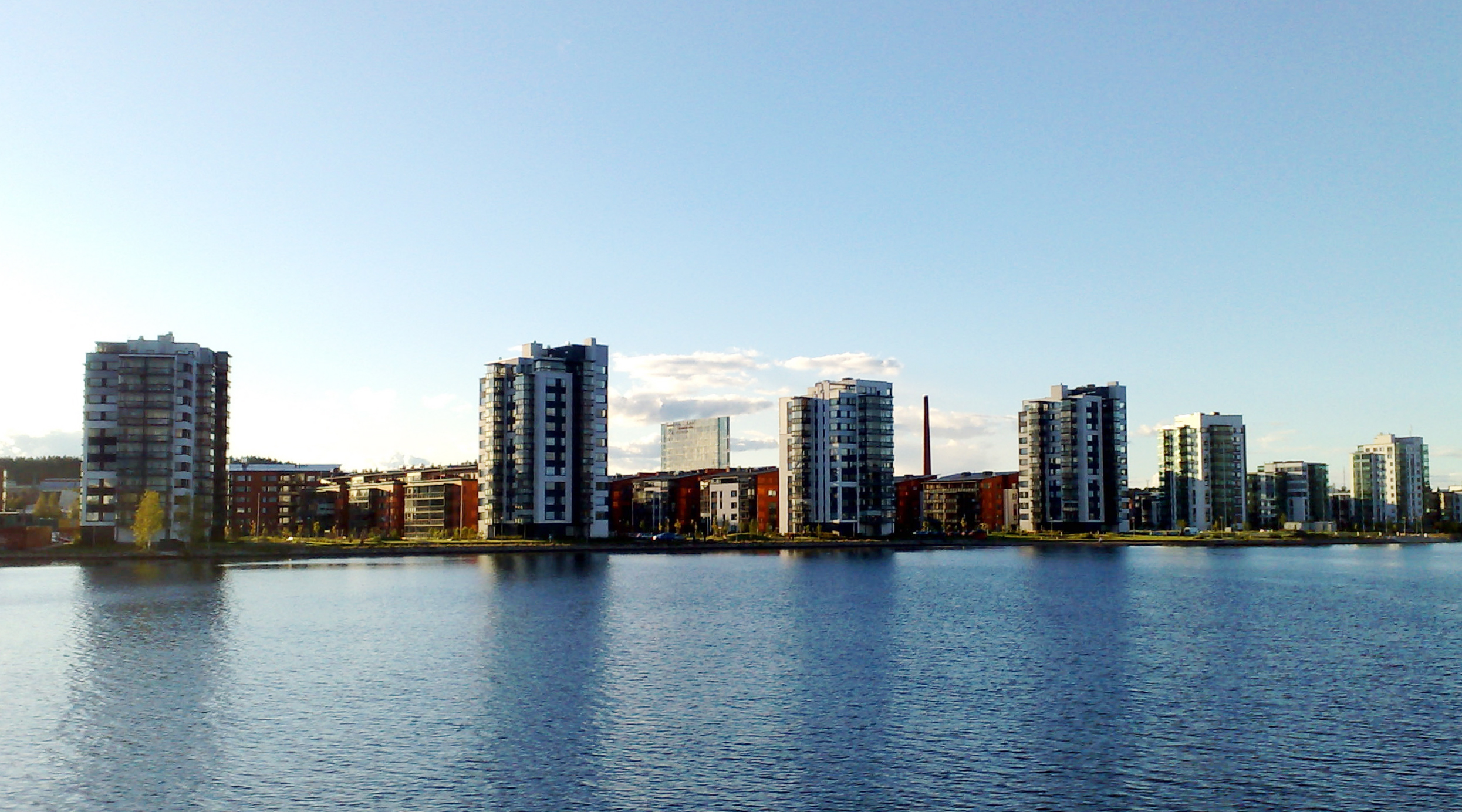
Lutakko vu du Jyväsjärvi, au fond la tour Innova
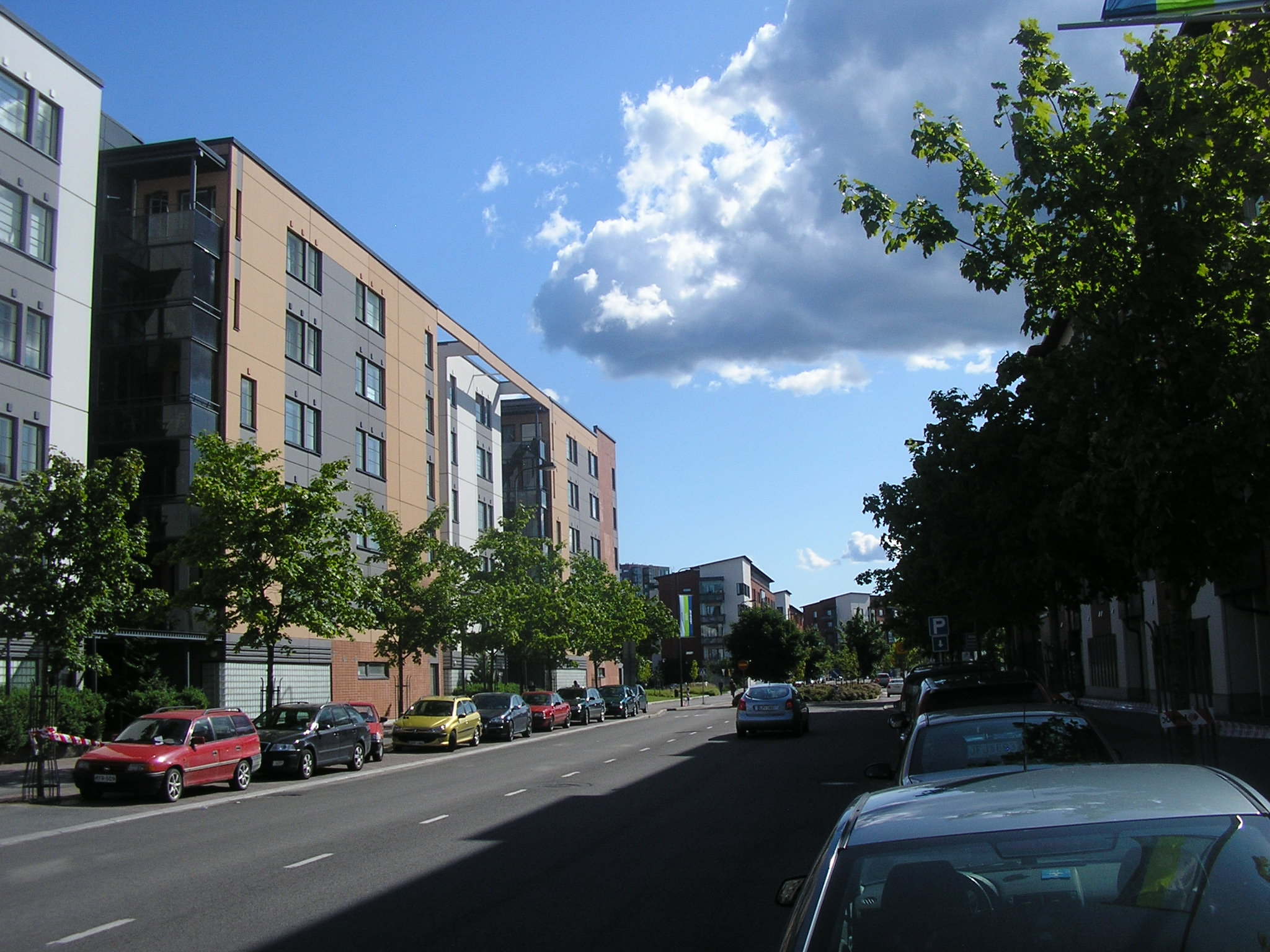
La rue Schauman
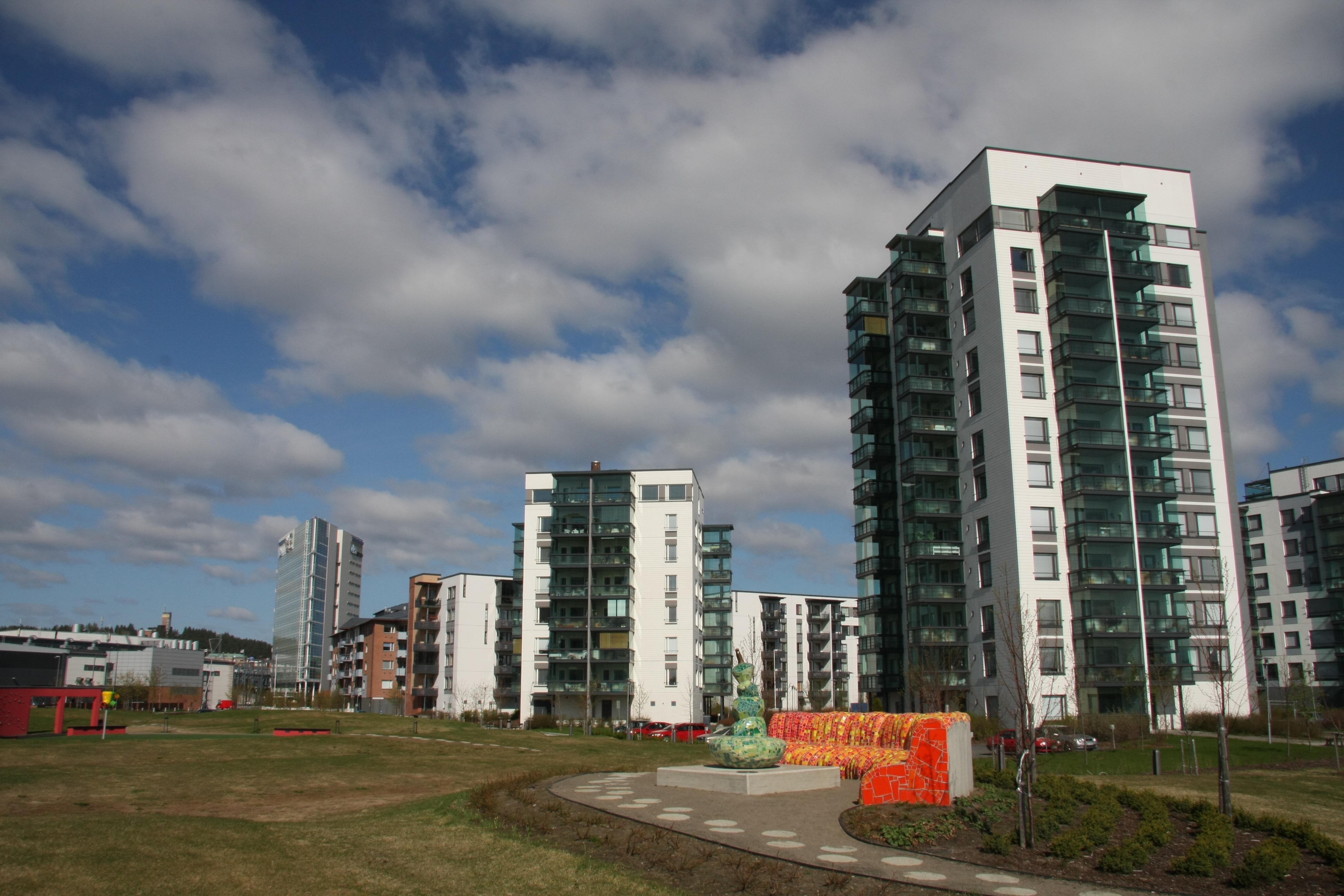
Le parc lutakonpuisto en 2009.

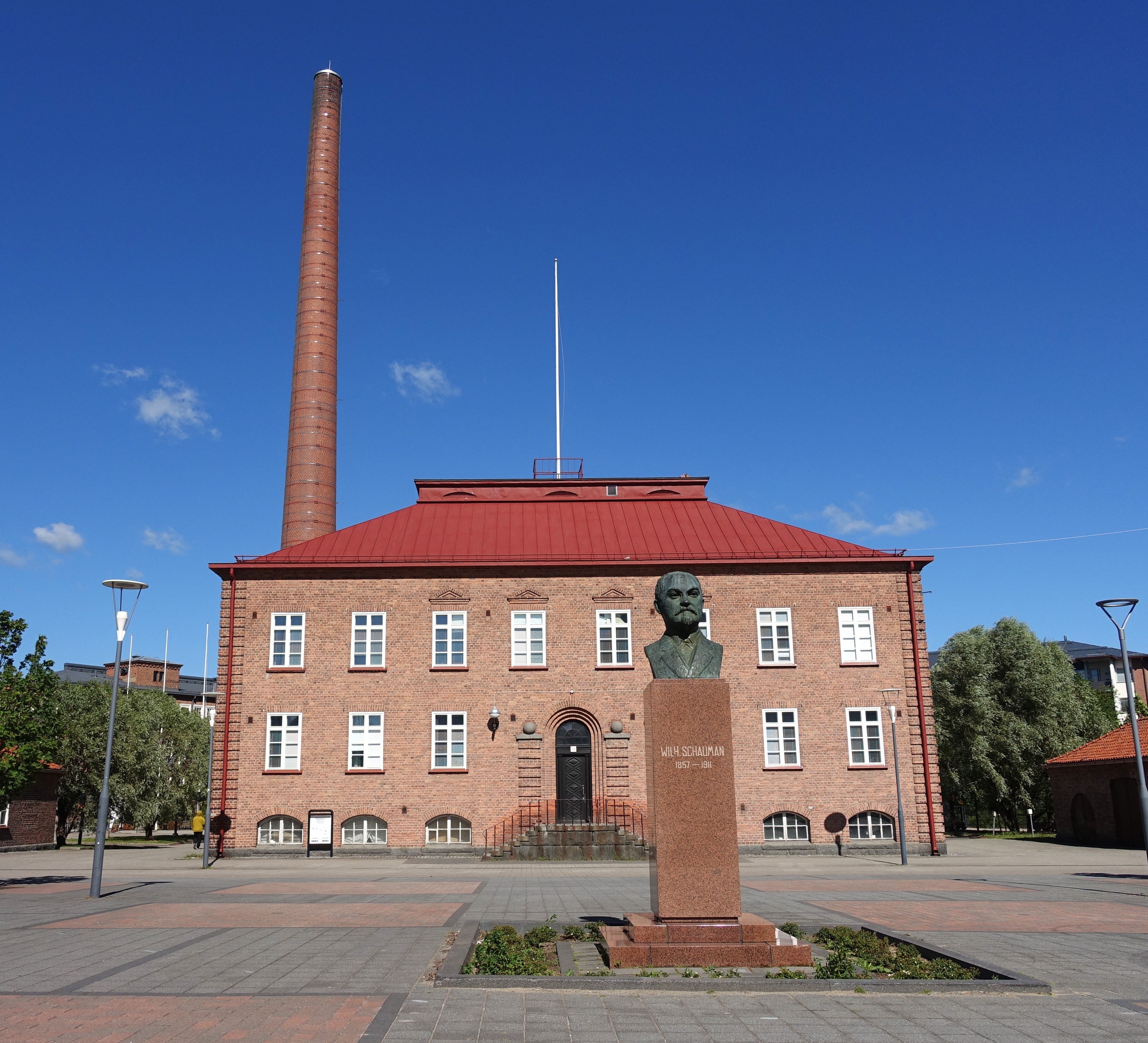
La place Neliötori.
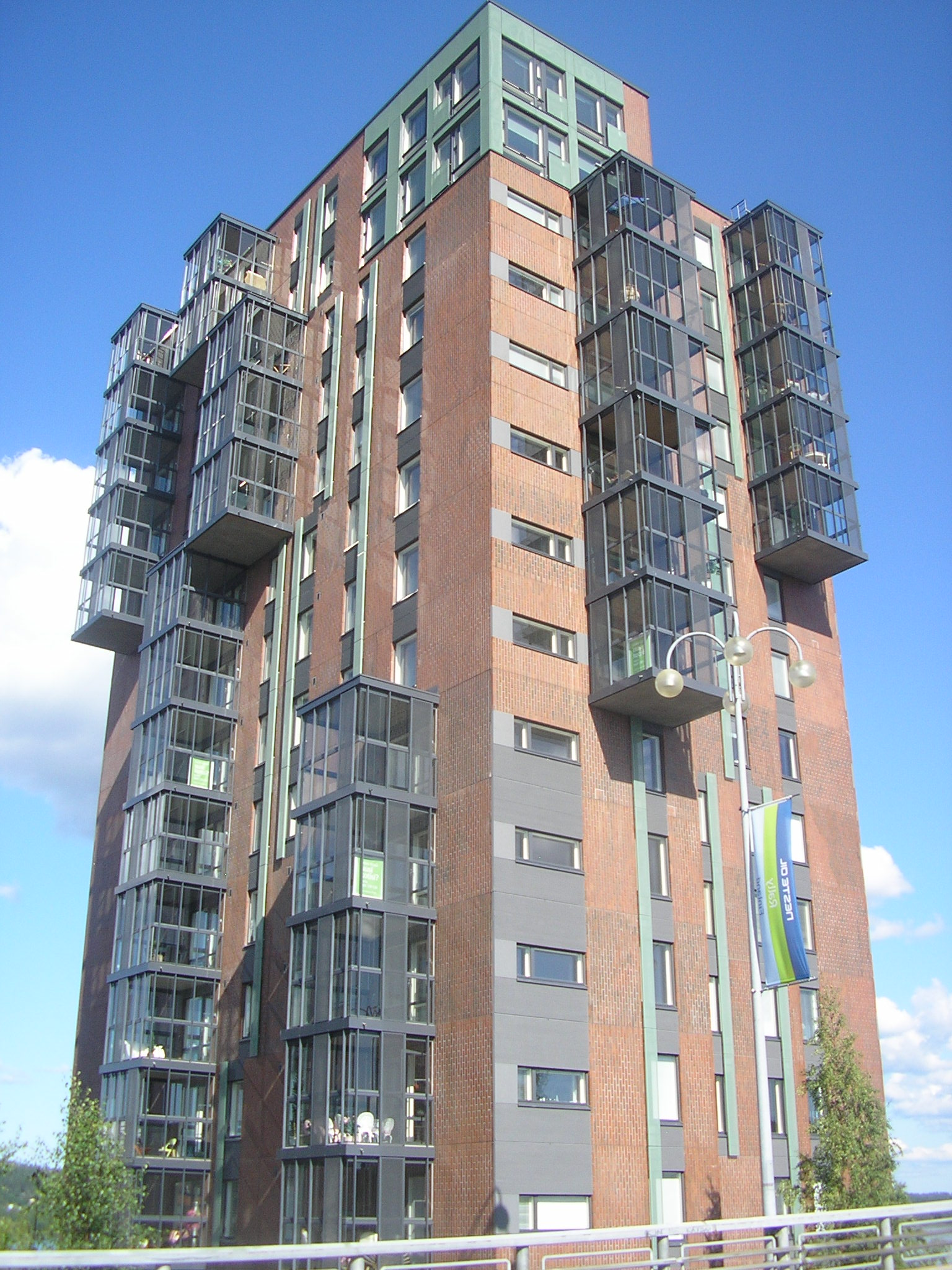
Le bâtiment Horisontti.
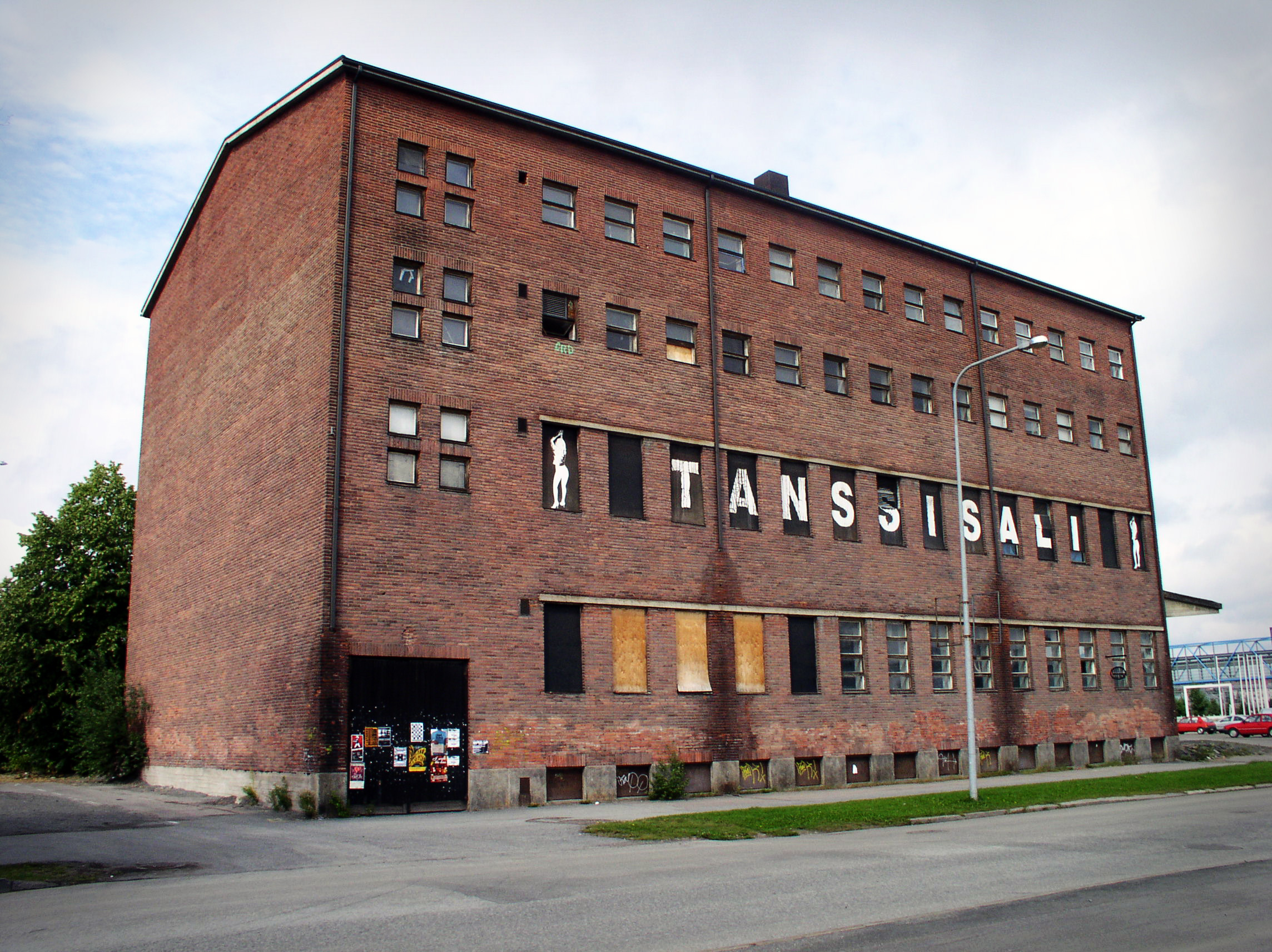
La salle de danse Lutakko.